# Мэттингли, Гарольд
Га́рольд Мэтти́нгли (англ. Harold Mattingly; 1884 — 26 января 1964) — английский историк, переводчик и нумизмат, автор нескольких произведений по истории монетной системы Древнего Рима.

## Биография
Гарольд Мэттингли родился в 1884 году в Садбери, графство Саффолк, Великобритания.
С 1903 по 1907 год учился в колледже «Гонвилль и Кай» Кембриджского университета и закончил его с отличием.
В 1910 году пришёл работать в Департамент печатных книг Британского музея. Опубликовал две работы в 1910 и 1914 годах.
Во времена Первой мировой войны состоял в бюро почтовой цензуры, занимался перлюстрацией.
В 1918 году вернулся на работу в Британский музей, но уже в Департамент монет и медалей. С этого момента он посвящает себя нумизматике времен Древнего Рима.
В 1912 году становится членом Королевского нумизматического общества. В 1941 году за свои заслуги в области нумизматики он удостаивается медали этого общества.
Также Гарольд Мэттингли был и переводчиком. Он перевел книги Тацита «Агрикола» и «Германия» на английский язык. Оба перевода вышли в одной книге «Tacitus on Britain and Germany : a new translation of the „Agricola“ and the „Germania“», вышедшей в 1948 году.
Скончался 26 января 1964 года в Чешэме, Великобритания.

## Гарольд Б. Мэттингли
Сын Гарольда Мэттингли. Родился в 1923 году. Был нумизматом, как и его отец. Окончил Кембриджский университет, с 1970 года преподавал в университете Лидса. Продолжил исследование монетной системы Древнего Рима, однако добрался и до Классической Греции.
В 1999 году занимал должность Президента Королевского нумизматического общества (до 2004 года).
Скончался в возрасте 92 лет в 2015 году.

## Творчество
- Мэттингли Г. Монеты Рима с древнейших времен до падения Западной империи М.: Collector Book, 2005 — ISBN 1-932525-37-8
- Roman Coins of the Roman Empire in the British Museum, 6 tomes, British Museum, London.1923
- Roman Coins from the Earliest to the Fall of the Western Empire, Methuen & Co., London, 1928.
- The Date of the Roman Denarius and Other Landmarks in Early Roman Coinage. H. Milford, London, 1933
- Some New Studies of the Roman Republican Coinage. Proceedings of the British Academy : pp. 239—285, 1953.